# Franz Peter Sonntag
Franz-Peter Sonntag CO (* 1. April 1920 in Bochum; † 22. Mai 1987 in Köln) war ein deutscher römisch-katholischer Geistlicher und Professor für Kirchengeschichte und Patrologie.

## Leben
Sonntag trat 1949 in das Leipziger Oratorium des Heiligen Philipp Neri ein und empfing am 27. April 1952 ebenda das Sakrament der Priesterweihe. 
Mit der Dissertationsschrift Das Kollegiatstift St. Marien zu Erfurt von 1117-1400: ein Beitrag zur Geschichte seiner Verfassung, seiner Mitglieder und seines Wirkens promovierte er 1961 bei Johannes Spörl zum Dr. phil.
Von 1972 bis zu seinem Tod war Sonntag Chefredakteur der katholischen Kirchenzeitung Tag des Herrn. Zusätzlich begann 1973 seine akademische Lehrtätigkeit als Dozent für Kirchengeschichte am Philosophisch-Theologischen Studium Erfurt (heute Katholisch-Theologische Fakultät der Universität Erfurt).
1977 wurde er ebenda zum Professor für Kirchengeschichte und Patrologie ernannt, wo er bis zu seiner Emeritierung 1985 lehrte. Zu seinen Schülern gehört unter anderem der Erfurter Kirchenhistoriker Josef Pilvousek.